# Xã Walnut Creek, Quận Mitchell, Kansas
Xã Walnut Creek (tiếng Anh: Walnut Creek Township) là một xã thuộc quận Mitchell, tiểu bang Kansas, Hoa Kỳ. Năm 2010, dân số của xã này là 34 người.